# ときのそら
ときの そら（英: Tokino Sora、中: 时乃 空）は、日本のバーチャルYouTuber（以下、VTuber）、バーチャルアイドル。ホロライブ0期生。2019年（平成31年）3月、ビクターエンタテインメントからメジャーデビューした。

## 概要
誕生日は5月15日。身長160センチ。血液型はO型。
茶色のロングヘア、ピンクのリボンが付いた星型の髪飾り、青色の瞳（私服姿では茶色）、青と白を基調とするアイドル衣装が特徴。デビュー当初の容姿はデモデイ用アバターを流用したもので、個性を抑えたシンプルなデザインだった。2018年（平成30年）5月3日に投稿された動画で現行の衣装が披露された。初期モデルとデザインはいかき、現行衣装のデザインとその公式イラストはおるだん（別名義：アマガイタロー）が担当した。
ホロライブプロダクション初のバーチャルアイドルであり、同プロダクションの顔役を務める。YouTubeでの動画投稿やライブ配信のほか、音楽活動やメディア出演など、活動の場はバーチャルに留まらず多岐に渡る。ファンネームは「そらとも」。マスコットキャラクターは「あん肝（あんきも）」と名付けられたテディベア。
母親の影響で小さい頃から音楽が好きで、4歳頃からピアノを習い、高校時代は声楽を学んだ。アイドルを目指すようになったきっかけは、小さい頃に横浜アリーナでアイドルのライブを見たこと。横浜アリーナでの単独ライブを将来の夢に掲げている。
VTuber業界において黎明期からアイドル活動を模索してきた先駆者の一人であり、初配信は真っ白な背景で無音状態、視聴者は関係者を除いて13人ほどしかいなかったという逸話がある。当時は事務所のスタッフも少なく、デビュー前からの友人（「友人A」または「えーちゃん」と呼ばれる）と二人三脚で配信や動画作成を行っていた。なお、当初はニコニコ生放送を中心に活動していたため、「VTuber」ではなく「バーチャルJK」と名乗っていた。

## 略歴
- 2017年（平成29年）
  - 9月7日：ニコニコ生放送にて活動を開始。同日YouTubeにも動画を投稿[14]。
  - 12月12日：YouTubeでの活動を本格的に開始[6]。

- 2018年（平成30年）
  - 5月3日：新衣装を初披露[15]。

- 2019年（平成31年・令和元年）
  - 3月27日：アルバム『Dreaming!』をリリースし、ビクターエンタテインメントよりメジャーデビュー[12][16][17][18]。
  - 10月6日：Veats Shibuyaにて、初のワンマンライブ『Dream!』を開催[19]。
  - 10月7日：前日のライブにて初披露した「フレーフレーLOVE」をリリース[20][21]。

- 2020年（令和2年）
  - 3月4日：ミニアルバム「My Loving」をリリース[22][23][24]。
  - 5月15日：「青空のシンフォニー」をバースデーソングとしてリリース。同曲は、初めて自身が作詞・作曲を手掛けた[25]。
  - 9月22日：SorAZとして「紅藍クロニクル」をリリース[26]。
  - 10月21日：アルバム「ON STAGE!」をリリース[27][28][29][30]。
  - 11月29日：2ndライブ「パラレルタイム」をオンラインで開催[31]。

- 2021年（令和3年）
  - 3月24日：ライブ映像「ときのそら 2nd LIVE『パラレルタイム』」をリリース[32][33]。
  - 5月15日：ときのそら誕生日記念2021内グッズとして「そらくも」をリリース[34]。
  - 9月7日：「コトバカゼ」、「Wonderland」、「Step and Go!!」、「好き、泣いちゃいそうだ」、「シーソーゲーム[注釈 1]」をリリース[35][36][37][38][39][注釈 2]。
  - 11月24日：アルバム「Re:Play」をリリース[40][41]。

- 2022年（令和4年）
  - 1月22日：「ときのそら Theatrical Cover Live『Role:Play』」を開催[42]。
  - 2月22日：「そらくも」収録歌の「KumoHurray!」、「花時の空」をリリース[43][44]。
  - 4月20日：ライブ映像「Theatrical Cover Live『Role:Play』」をリリース[45][46]。
  - 5月15日：「Happy Meowthday!!」をリリース[47][48][49]。
  - 7月6日：広瀬香美からの提供楽曲「そらのとき」をリリース[50]。
  - 7月27日：チャンネル登録者100万人を達成[51][52]。
  - 8月24日：「ポラリスソラリス」をリリース[53]。
  - 9月7日：アルバム「Sign」をリリース[54][55]。
  - 11月19日：ときのそら 5th Anniversary Live『宇宙と時空のミルキーウェイ』を開催。
  - 11月20日：「ケ・セラ・ソラ」をリリース[56]。

- 2023年（令和5年）
  - 2月15日：「キセキノセカイ」をリリース[57]。
  - 2月22日：アルバム「Beyond」をリリース[58][59]。
  - 8月16日：SorAZとして、「Scale the walls」をリリース[60]。
  - 9月7日：HoneyWorksの楽曲「可愛くてごめん」をリリース[61]。
  - 12月20日：アルバム「Futurity Step」をリリースし[62][63]、同じくホロライブ所属でレーベルメイトでもあるAZKiと共に、「SorAZ（ソラアズ）」としてビクターエンタテインメントよりメジャーデビュー[64]。

- 2024年（令和6年）
  - 1月27日：「SorAZ Major Debut Live『First Gravity』」を開催[65]。
  - 2月21日：彩音の楽曲「コンプレックス・イマージュ」をリリース[66]。
  - 2月29日：SorAZとして、「光るなら」をリリース[67]。
  - 3月6日：ミニアルバム「STAR STAR☆T」をリリース[68][69][70]。
  - 3月27日：SorAZとして、TRUEの楽曲「Storyteller」をリリース[71]。
  - 4月6日：6th Anniversary Party『Keep Shinin'』を開催[72]。
  - 4月10日：Eveの楽曲「ドラマツルギー」をリリース[73]。
  - 4月17日：SorAZとして、kemuの楽曲「六兆年と一夜物語」をリリース[74]。
  - 5月16日：徳山秀典の楽曲「STILL TIME」をリリース[75]。
  - 7月2日：初のアニメタイアップ曲「おかえりなさい」がオープニングに起用された、TVアニメ『僕の妻は感情がない』が放送開始[76]。
  - 6月13日：SorAZとして、松谷祐子の楽曲「ラムのラブソング」をリリース[77]。
  - 6月26日：SorAZとして、ハチ（米津玄師）の楽曲「マトリョシカ」をリリース[78]。
  - 8月8日：SorAZとして、松浦亜弥の楽曲「Yeah!めっちゃホリディ」をリリース[79]。
  - 8月14日、9月11日：アニメ「僕の妻は感情がない」のオープニング楽曲「おかえりなさい」をリリース[80][81][82]。
  - 9月8日：7周年記念楽曲「ラッキーセブンホイッスル」をリリース[83]。
  - 10月3日：じんの楽曲「チルドレンレコード」をリリース[84]。
  - 11月27日：SorAZとして、supercellの楽曲「君の知らない物語」をリリース[85]。
- 2025年（令和7年）
  - 1月29日：いきものがかりの楽曲「ブルーバード」をリリース[86]。
  - 2月12日：ライブ映像「Major Debut Live『First Gravity』」をリリース[87][88]。
  - 4月23日：ライブ映像「ときのそら 6th Anniversary Party『Keep Shinin'』」をリリース[89][90]。
  - 5月15日：「Swailow Tail」をリリース[91]。
  - 6月16日：「∞超スーパー無限インフィニティ∞」をリリース[92]。
  - 7月26日：「Dancing Reed」をリリース[93]。

## ディスコグラフィ

### ときのそら

#### シングル
| 発売日         | タイトル                                     | 規格         | 備考                                              | 動画        | 出典                 |
| -------------- | -------------------------------------------- | ------------ | ------------------------------------------------- | ----------- | -------------------- |
| 2019年10月7日  | フレーフレーLOVE                             | 音楽配信     |                                                   | [ 動画 1 ]  | [ 20 ] [ 21 ]        |
| 2020年5月15日  | 青空のシンフォニー                           | 音楽配信     | バースデーソング                                  | [ 動画 2 ]  | [ 25 ]               |
| 2021年5月15日  | くもはれ                                     | CD           | ときのそら 誕生日記念2021                         |             | [ 34 ]               |
| 2021年9月7日   | コトバカゼ Acoustic Arrange ver.             | 音楽配信     | 「パラレルタイム」初回限定盤 シークレットトラック | [ 動画 3 ]  | [ 35 ]               |
| 2021年9月7日   | Wonderland Acoustic Arrange ver.             | 音楽配信     | 「パラレルタイム」初回限定盤 シークレットトラック | [ 動画 4 ]  | [ 36 ]               |
| 2021年9月7日   | Step and Go!! Acoustic Arrange ver.          | 音楽配信     | 「パラレルタイム」初回限定盤 シークレットトラック | [ 動画 5 ]  | [ 37 ]               |
| 2021年9月7日   | 好き、泣いちゃいそうだ Acoustic Arrange ver. | 音楽配信     | YouTube限定MV                                     | [ 動画 6 ]  | [ 38 ]               |
| 2021年9月7日   | シーソーゲーム                               | 音楽配信     | 「Dreaming!」初回限定盤特典                       | [ 動画 7 ]  | [ 39 ]               |
| 2022年2月22日  | KumoHurray!                                  | 音楽配信     | 「くもはれ」収録                                  | [ 動画 8 ]  | [ 43 ]               |
| 2022年2月22日  | 花時の空                                     | 音楽配信     | 「くもはれ」収録                                  | [ 動画 9 ]  | [ 44 ]               |
| 2022年5月15日  | Happy Meowthday!!                            | CD・音楽配信 | ときのそら誕生日記念2022                          | [ 動画 10 ] | [ 47 ] [ 48 ] [ 49 ] |
| 2022年7月6日   | そらのとき                                   | 音楽配信     | 広瀬香美提供楽曲                                  | [ 動画 11 ] | [ 50 ]               |
| 2022年8月24日  | ポラリスソラリス                             | 音楽配信     |                                                   | [ 動画 12 ] | [ 53 ]               |
| 2022年11月20日 | ケ・セラ・ソラ！                             | 音楽配信     |                                                   | [ 動画 13 ] | [ 56 ]               |
| 2023年2月15日  | キセキノセカイ                               | 音楽配信     |                                                   | [ 動画 14 ] | [ 57 ]               |
| 2023年9月7日   | 可愛くてごめん                               | 音楽配信     | HoneyWorksの楽曲カバー                            | [ 動画 15 ] | [ 61 ]               |
| 2024年2月21日  | コンプレックス・イマージュ                   | 音楽配信     | 彩音の楽曲カバー                                  | [ 動画 16 ] | [ 66 ]               |
| 2024年4月10日  | ドラマツルギー                               | 音楽配信     | Eveの楽曲カバー                                   | [ 動画 17 ] | [ 73 ]               |
| 2024年5月16日  | STILL TIME                                   | 音楽配信     | 徳山秀典の楽曲カバー                              | [ 動画 18 ] | [ 75 ]               |
| 2024年8月14日  | おかえりなさい                               | 音楽配信     | TVアニメ「僕の妻は感情がない」OP                  | [ 動画 19 ] | [ 80 ]               |
| 2024年9月11日  | おかえりなさい                               | CD           | TVアニメ「僕の妻は感情がない」OP                  | [ 動画 19 ] | [ 82 ] [ 81 ]        |
| 2024年9月8日   | ラッキーセブンホイッスル                     | 音楽配信     | 7周年記念曲                                       | [ 動画 20 ] | [ 83 ]               |
| 2024年10月3日  | チルドレンレコード                           | 音楽配信     | じんの楽曲カバー                                  | [ 動画 21 ] | [ 84 ]               |
| 2025年1月29日  | ブルーバード                                 | 音楽配信     | いきものがかりの楽曲カバー                        | [ 動画 22 ] | [ 86 ]               |
| 2025年5月15日  | Swallow Tail                                 | 音楽配信     |                                                   | [ 動画 23 ] | [ 91 ]               |
| 2025年6月26日  | ∞超スーパー無限インフィニティ∞               | 音楽配信     |                                                   | [ 動画 24 ] | [ 92 ]               |
| 2025年7月26日  | Dancing Reed                                 | 音楽配信     |                                                   | [ 動画 25 ] | [ 93 ]               |

#### アルバム
| 発売日         | タイトル  | 規格・品番                                 | 規格・品番 | オリコン 最高位 | 備考                                                                          | 出典                        |
| 発売日         | タイトル  | 初回限定盤                                 | 通常盤     | オリコン 最高位 | 備考                                                                          | 出典                        |
| -------------- | --------- | ------------------------------------------ | ---------- | --------------- | ----------------------------------------------------------------------------- | --------------------------- |
| 2019年3月27日  | Dreaming! | VIZL-1558                                  | VICL-65163 | 12位            |                                                                               | [ 16 ] [ 17 ] [ 18 ]        |
| 2020年10月21日 | ON STAGE! | 初回限定盤A VIZL-1814初回限定盤B VIZL-1815 | VICL-65433 | 25位            | 『maimai でらっくす Splash』と楽曲コラボ コラボ曲は「マイオドレ！舞舞タイム」 | [ 27 ] [ 28 ] [ 29 ] [ 30 ] |
| 2021年11月24日 | Re:Play   | VIZL-1953                                  | VICL-65580 | 42位            |                                                                               | [ 40 ] [ 41 ]               |
| 2022年9月7日   | Sign      | VIZL-2080                                  | VICL-65715 | 29位            |                                                                               | [ 54 ] [ 55 ]               |
| 2023年2月22日  | Beyond    | VIZL-2154                                  | VICL-65780 | 43位            |                                                                               | [ 59 ] [ 58 ]               |

#### ミニアルバム
| 発売日       | タイトル    | 規格・品番                                 | 規格・品番 | オリコン 最高位 | 出典                 |
| 発売日       | タイトル    | 初回限定盤                                 | 通常盤     | オリコン 最高位 | 出典                 |
| ------------ | ----------- | ------------------------------------------ | ---------- | --------------- | -------------------- |
| 2020年3月4日 | My Loving   | VIZL-1732                                  | VICL-65329 | 16位            | [ 22 ] [ 23 ] [ 24 ] |
| 2024年3月6日 | STAR STAR☆T | 初回限定盤A VIZL-2302初回限定盤B VIZL-2303 | VICL-65939 | 21位            | [ 68 ] [ 69 ] [ 70 ] |

#### 映像作品
| 発売日        | タイトル                                         | 規格・品番 | 規格・品番 | オリコン 最高位 | 出典          |
| 発売日        | タイトル                                         | 初回限定盤 | 通常盤     | オリコン 最高位 | 出典          |
| ------------- | ------------------------------------------------ | ---------- | ---------- | --------------- | ------------- |
| 2021年3月24日 | ときのそら 2nd LIVE『パラレルタイム』            | VIZL-1882  | VIXL-335   |                 | [ 32 ] [ 33 ] |
| 2022年4月20日 | Theatrical Cover Live「Role:Play」               | VIZL-2052  | VIXL-373   |                 | [ 45 ] [ 46 ] |
| 2025年4月23日 | ときのそら 6th Anniversary Party「Keep Shinin'」 | VIZL-2432  | VIXL-486   | 13位            | [ 89 ] [ 90 ] |

### SorAZ

#### シングル
| 発売日         | タイトル               | 規格     | 備考                           | 動画        | 出典   |
| -------------- | ---------------------- | -------- | ------------------------------ | ----------- | ------ |
| 2020年9月22日  | 紅藍クロニクル         | 音楽配信 | 品番：TCJPR0000690064          | [ 動画 26 ] | [ 26 ] |
| 2023年8月16日  | Scale the walls        | 音楽配信 |                                | [ 動画 27 ] | [ 60 ] |
| 2024年2月29日  | 光るなら               | 音楽配信 | Goose houseの楽曲をカバー      | [ 動画 28 ] | [ 67 ] |
| 2024年3月27日  | Storyteller            | 音楽配信 | TRUEの楽曲をカバー             | [ 動画 29 ] | [ 71 ] |
| 2024年4月17日  | 六兆年と一夜物語       | 音楽配信 | kemuの楽曲をカバー             | [ 動画 30 ] | [ 74 ] |
| 2024年6月13日  | ラムのラブソング       | 音楽配信 | 松谷祐子の楽曲をカバー         | [ 動画 31 ] | [ 77 ] |
| 2024年6月26日  | マトリョシカ           | 音楽配信 | ハチ（米津玄師）の楽曲をカバー | [ 動画 32 ] | [ 78 ] |
| 2024年8月8日   | Yeah! めっちゃホリディ | 音楽配信 | 松浦亜弥の楽曲をカバー         | [ 動画 33 ] | [ 79 ] |
| 2024年11月27日 | 君の知らない物語       | 音楽配信 | supercellの楽曲をカバー        | [ 動画 34 ] | [ 85 ] |

#### アルバム
| 発売日         | タイトル      | 規格・品番                                                                   | 最高位 | 出典          |
| -------------- | ------------- | ---------------------------------------------------------------------------- | ------ | ------------- |
| 2023年12月20日 | Futurity Step | VIZL-2267：初回限定ときのそら盤 VICL-2268：初回限定AZKi盤 VICL-65908：通常盤 | 13位   | [ 62 ] [ 63 ] |

#### 映像作品
| 発売日        | タイトル                                | 規格・品番                                                                 | 出典          |
| ------------- | --------------------------------------- | -------------------------------------------------------------------------- | ------------- |
| 2025年2月12日 | SorAZ Major Debut Live「First Gravity」 | VIZL-2402：初回限定ときのそら盤 VIZL-2403：初回限定AZKi盤 VIXL-471：通常盤 | [ 87 ] [ 88 ] |

### hololive IDOL PROJECT

#### シングル
| 発売日        | タイトル                                            | 品番     | 動画        | 出典    |
| ------------- | --------------------------------------------------- | -------- | ----------- | ------- |
| 2019年9月16日 | Shiny Smily Story                                   | CVRD-001 | [ 動画 35 ] | [ 97 ]  |
| 2020年2月24日 | キラメキライダー☆                                   | CVRD-003 | [ 動画 36 ] | [ 98 ]  |
| 2022年8月19日 | 飛んでK！ホロライブサマー                           | CVRD-199 | [ 動画 37 ] | [ 99 ]  |
| 2022年8月22日 | ホロメン音頭                                        | CVRD-200 | [ 動画 38 ] | [ 100 ] |
| 2023年7月2日  | 青春アーカイブ                                      | CVRD-303 | [ 動画 39 ] | [ 101 ] |
| 2024年3月7日  | Capture the Moment                                  | CVRD-396 | [ 動画 40 ] | [ 102 ] |
| 2024年3月15日 | ホロライブ言えるかな？hololive SUPER EXPO 2024 ver. | CVRD-406 | [ 動画 41 ] | [ 103 ] |

### Hoshimatic Project

#### シングル
| 発売日        | タイトル      | 品番     | 動画        | 出典    |
| ------------- | ------------- | -------- | ----------- | ------- |
| 2024年11月8日 | GET THE CROWN | CVRD-497 | [ 動画 42 ] | [ 104 ] |

### その他の参加作品

#### シングル
| 発売日        | タイトル                        | アーティスト | 品番     | 動画        | 出典    |
| ------------- | ------------------------------- | ------------ | -------- | ----------- | ------- |
| 2024年8月28日 | キズナトキセキ with hololive JP | 湊あくあ     | CVRD-466 | [ 動画 43 ] | [ 105 ] |

#### EP
| 発売日        | タイトル                        | アーティスト                       | レーベル       | 品番     | 動画        | 出典    |
| ------------- | ------------------------------- | ---------------------------------- | -------------- | -------- | ----------- | ------- |
| 2019年4月28日 | バーチャル開花最前線！/Fragment | ときのそら、ロボ子さん、さくらみこ | Lilium Records | ATCV-001 | [ 動画 44 ] | [ 106 ] |

#### アルバム
| 発売日         | タイトル                           | アーティスト           | 品番            | 出典            |
| -------------- | ---------------------------------- | ---------------------- | --------------- | --------------- |
| 2019年04月24日 | IMAGINATION vol.1                  |                        | QECR-91001      | [ 107 ] [ 108 ] |
| 2020年05月24日 | VirtuaREAL MIX.01 mixed by DJ TAMU |                        | UP-00005        | [ 109 ]         |
| 2020年06月24日 | 四月一日さん家で歌ってみた         | ジ・エイプリルフールズ | cd_646dmpcz019s | [ 110 ]         |
| 2024年2月27日  | ほろはにヶ丘高校 -Originals-       | hololive × HoneyWorks  | HLP-10003       | [ 111 ]         |
| 2024年2月27日  | ほろはにヶ丘高校 -Covers-          | hololive × HoneyWorks  | HLP-10005       | [ 112 ]         |

## ライブ・イベント
- ニコニコ超パーティー2018（2018年11月3日）[113]
- TUBEOUT! vol.1（2018年12月17日）[114]
- バーチャル音楽フェス（2019年4月10日）[115]
- バーチャルさんがいっぱい スペシャルバーチャライブ DAY1（2019年4月27日）[116]
- Project Singularity 音楽的特異点 Vol.0（2019年8月10日 - 8月11日）[117]
- Vサマ！（2019年8月24日）[118]
- It's a Virtual & Real Pop World!（2019年9月14日）[119]
- DIVE XR FESTIVAL（2019年9月23日）[120]
- ホロライブ オン ステージ -でいどり〜む-（2019年10月6日）[121][122]
- アニメ・ゲーム フェス NAGOYA2020（2020年2月15日）[123]
- SorAZ Special Live『刹那的クロニクル』（2020年9月26日）
- Virtual Music Award 2021（2021年12月29日、立川ステージガーデン）[124]
- 「hololive English 1st Concert -Connect the World-」Supported by Bushiroad（2023年7月2日、en:YouTube Theater） - ゲスト参加[125]
- SorAZ Major Debut Live「First Gravity」（2024年1月27日、CLUB CITTA'）[65]

### ワンマンライブ
- ときのそら 1stワンマンライブ『Dream!』（2019年10月6日、Veats Shibuya）[126]
- ときのそら 2nd LIVE『パラレルタイム』（2020年11月29日）[31]
- ときのそら Theatrical Cover Live『Role:Play』（2022年1月22日、池袋HUMAXシネマズ・109シネマズ大阪エキスポシティ）[42]
- ときのそら 5th Anniversary Live『宇宙と時空のミルキーウェイ』（2022年11月19日、かつしかシンフォニーヒルズ モーツァルトホール）
- ときのそら 6th Anniversary Party『Keep Shinin'』（2024年4月6日、YAMANO HALL）[72]

### ホロライブ全体ライブ
- 「hololive 1st fes. ノンストップ・ストーリー」（2020年1月24日、豊洲PIT）[127]
- 「hololive 2nd fes. Beyond the Stage Supported By Bushiroad」STAGE1（2020年12月21日）[128]
- 「hololive 3rd fes. Link Your Wish Supported By ヴァイスシュヴァルツ」DAY2（2022年3月20日、幕張メッセ）[129]
- 「hololive 4th fes. Our Bright Parade Supported By Bushiroad」（2023年3月18日 - 3月19日、幕張メッセ）[130]
- 「hololive 5th fes. Capture the Moment Supported By Bushiroad」（2024年3月16日 - 3月17日、幕張メッセ）[131]
- 「hololive 6th fes. Color Rise Harmony」DAY2（2025年3月9日、幕張メッセ）[132][133][134]

### イベント
- 2018年（平成30年）
  - RAGE バーチャルYouTuber GRAND PRIX〜2018 Summer〜（6月17日）[135]
  - AI Party! 〜Birthday with U〜（6月30日）[136]
  - RAGE バーチャルYouTuber GRAND PRIX〜2018 Autumn〜（9月16日）[137]
  - 秋フェス2018秋（10月27日）[138]
  - Mi:Live2018（10月27日）[139]
- 2019年（平成31年・令和元年）
  - ニコニコ超会議2019（4月27日 - 28日）
  - MF文庫J『夏の学園祭 2019』（7月28日）
  - 四月一日さん家の ON STAGE（11月19日 - 12月17日）[140]
  - V.V.V.2019（11月29日）[141]
- 2020年（令和2年）
  - 超人女子戦士 ガリベンガーV ヒロイン危機一髪！筋肉&妖怪大進撃！！（3月1日、ライブ配信[142][143][注釈 5]）
  - VTuber Fes Japan @ニコニコネット超会議2020（4月19日、ニコニコ生放送）
  - TOKYO IDOL FESTIVAL オンライン 2020（10月2日 - 4日、SPWNでのバーチャルライブ[144]）
- 2021年（令和3年）
  - ホロライブ×ジョイポリス HAPPY PARTY『ホロ×マッチ』（1月16日、東京台場・ジョイポリス）[145]
  - VTuber Fes Japan 2021 DAY1（1月30日、川口総合文化センター・リリア）[146]
  - V-Carnival（4月4日、オンライン）[147]
  - ヴァイスシュヴァルツ＆Reバース presents ホロライブプロダクションフェスティバル（10月9日 - 10日、パシフィコ横浜展示ホールD）[148]

## 出演

### バラエティ
- 2018年（平成30年）
  - VIRTUAL BUZZ TALK!（7月20日[149]・7月27日[150]・12月29日、TOKYO MX）
  - のとく番〜アイは世界を繋ぐ〜（12月1日、BS日テレ） - 番組内で開催された「バーチャルYouTuberランキング2018」でのランキングは9位。
- 2019年（平成31年・令和元年）
  - のばん組（3月22日）[151]
  - 超人女子戦士 ガリベンガーV（5月2日、テレビ朝日）

### テレビアニメ
- NHKバーチャルのど自慢（2019年1月2日、NHK総合テレビジョン）[152]
- バーチャルさんはみている（2019年、TOKYO MX）[153]
- NHKバーチャル文化祭（2020年8月14日、NHK総合）[154]

### ドラマ
- 四月一日さん家の（2019年、テレビ東京） - 四月一日一花 役[155]
- 四月一日さん家と（2020年4月、テレビ東京） - 四月一日一花 役[156]

### ゲーム
- ブイブイブイテューヌ（2020年7月2日） - ときのそら〈本人〉 役[157]
- Tokyo 7th シスターズ（2022年3月4日） - ときのそら〈本人〉 役[158]
- 妖怪ウォッチ ぷにぷに（2025年3月1日 - 16日） - コラボイベント期間にゲーム内キャラクターとして追加[159]。

### インターネット番組
- 2018年（平成30年）
  - バーチャルYouTuber人狼（5月7日 - 5月14日、ニコニコ生放送）[160]
  - バーチャルカラオケ2018夏（8月26日、ニコニコ生放送）[161]
  - バーチャル大晦日2018〜みんなで年越しブイッとね！〜（ニコニコ生放送、12月31日）[162]
- 2019年（平成31年・令和元年）
  - ぶいおん!!（3月1日、REALITY）[163]
- 2022年（令和4年）
  - VTuber 魔法のリムジン Tokyo 1day Trip（5月9日 - 5月23日、Spotify）[164]

### ラジオ
- そらあおと!（2019年7月 - 9月、TOKYO FM）

### プロモーションビデオ
- 不死王の息子 1巻（2021年11月、ナレーション）[165]
- ナイツ&マジック 11巻（2021年11月、ナレーション）[166]

### MV
- HIMEHINA『V』[167]

## 書籍
- ライトノベル『ときのそら バーチャルアイドルだけど応援してくれますか？』（2019年4月25日、MF文庫J、著者:兎月竜之介）[168]
- コミカライズ版 『四月一日さん家の』（2019年10月9日、講談社、著者:となりける）[169]
- ときのそら 1st 写真集 そらびより（2020年2月14日、宝島社）
- 『四月一日さん家の』 オフィシャルファンブック（2020年4月10日、KADOKAWA）[170]
- ホロライブ学力診断 中学５教科（2024年7月25日、Gakken）[171]

## タイアップ
- グリモア〜私立グリモワール魔法学園〜（2018年9月4日 - 9月20日）[172]
- タイトー（2020年11月27日）タイトーオンラインクレーンに限定ロングクッションが実装[173]。
- バンドリ！ガールズバンドパーティ！（2021年10月24日）あの夢をなぞって（Poppin'Party×ときのそら）が実装[174]。
- TVアニメ『僕の妻は感情がない』（2024年7月 - ）オープニングテーマを担当[76]。